# مور غليظ المنقار
المور غليظ المنقار هو طائر من فصيلة الأوك. يُطلق على النويعات شديدة السواد في شمال المحيط الهادئ اسم «مور بَلَس» نسبة إلى واصفها. اسم الجنس العلمي مأخوذ من اللغة اليونانية القديمة وهو طائر مائي ذكره أثينايوس.